# الاتحاد الدولي للملاكمة

شعار الاتحاد الدولي للملاكمة.

الاتحاد الدولي للملاكمة (بالإنجليزية:International Boxing Federation) هو واحد من أربع منظمات رئيسية معترف بها من قبل قاعة مشاهير الملاكمة الدولية التي وتوافق على إقامة دورات بطولة العالم للملاكمة، بالإضافة إلى رابطة الملاكمة العالمية، المجلس العالمي للملاكمة (WBC) ومنظمة الملاكمة العالمية ولقد تأسست الاتحاد في عام 1983 ويقع المقر الرئيسي للإتحاد في سبرينغفيلد، ولاية نيو جيرسي، الولايات المتحدة الأمريكية.

## روابط خارجية
- الموقع الرسمي